# Sayumi Michishige
Sayumi Michishige (japonês: 道重 さゆみ, Hepburn: Michishige Sayumi; Ube, 13 de julho de 1989) é uma ex cantora, atriz e modelo japonesa. Ficou conhecida como membro da sexta geração e oitava líder do grupo idol Morning Musume.
Ela ingressou no Morning Musume em 2003 ao lado de Eri Kamei, Miki Fujimoto e Reina Tanaka, formação que mais tarde ficou conhecida como "a lendária sexta geração" do grupo. Ela também fez parte dos subgrupos Morning Musume Otomegumi e Ecomoni. Em 2005, tornou-se mentora da nova integrante Koharu Kusumi e virou líder do grupo em 2012. Autoproclamada "a mais fofa de todas" (Ichiban Kawaii), destacou-se por seu humor e personalidade afiada, recebendo o apelido de "idol da língua afiada" após começar a aparecer em diversos programas de rádio (incluindo seu próprio) e televisão. Em 2013, marcou o recorde de integrante há mais tempo no grupo.
Sayumi se graduou do Morning Musume em 2014 e entrou em um período de hiato. Ela voltou em 2017 com carreira solo com o conceito Sayuminglandoll. Alguns anos depois, após ser diagnosticada com TOC, anunciou sua aposentadoria da indústria do entretenimento em 2025.

## Carreira

### Morning Musume (2002–2014)

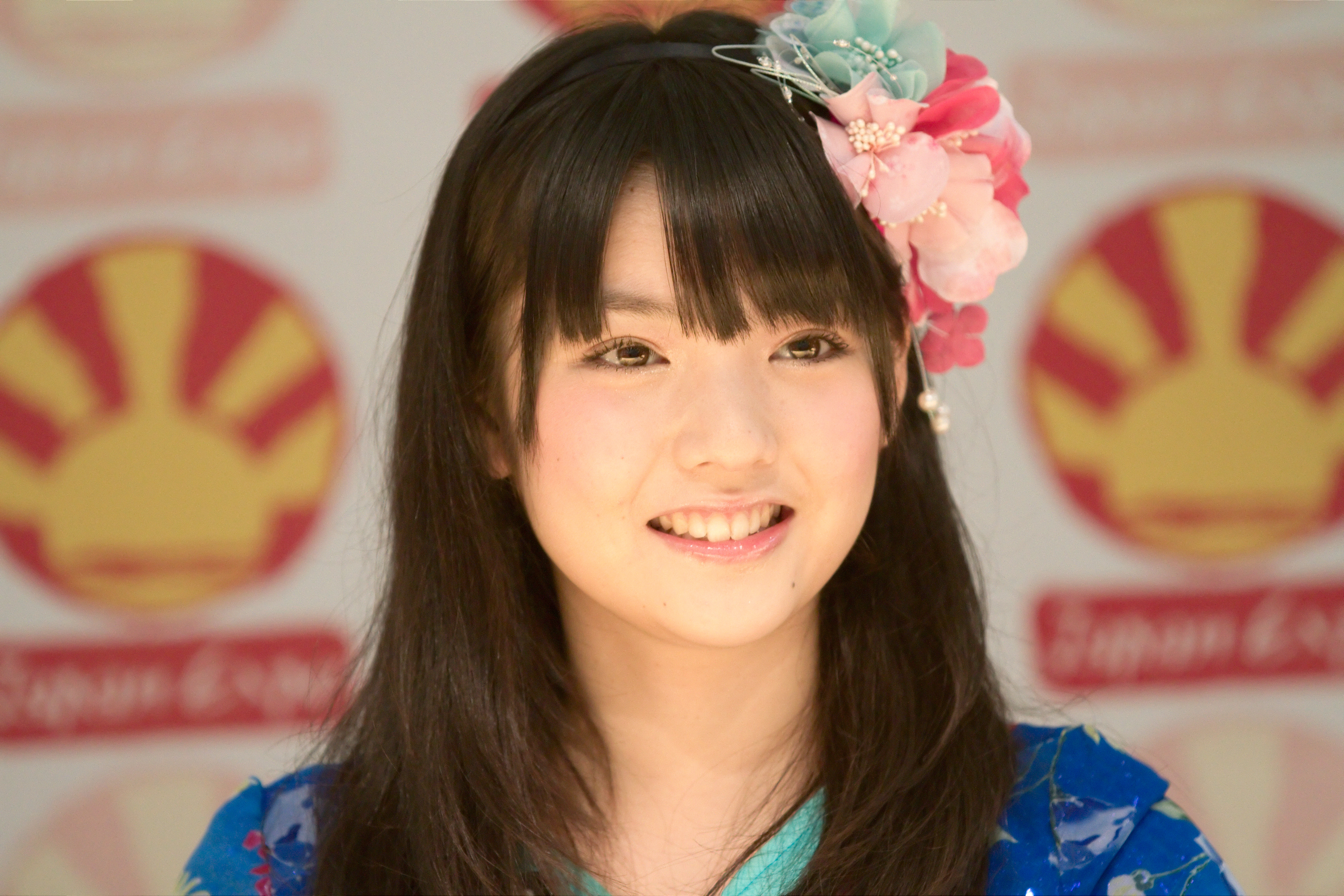
Sayumi Michishige no Japan Expo de 2010, em Paris.

Aos 13 anos, em 19 de dezembro de 2002, Sayumi Michishige participou da Morning Musume LOVE Audition 2002, realizada para selecionar as integrantes da sexta geração do Morning Musume, que contou com cerca de 14 mil inscritas. Em 19 de janeiro de 2003, foi anunciado que Michishige, Reina Tanaka e Eri Kamei haviam sido aprovadas na audição. Mais tarde, Miki Fujimoto também entrou no grupo, completando a sexta geração. Elas estrearam com o single "Shabondama" (2003). A primeira aparição de Sayumi em concerto ocorreu na Morning Musume Concert Tour 2003 Spring "Non Stop!", durante a graduação de Kei Yasuda. Pouco tempo depois da audição, as integrantes do Morning Musume foram divididas em dois subgrupos, permitindo que o grupo, agora com 15 membros, se apresentasse em cidades pequenas com palcos menores. Sayumi foi designada para o Morning Musume Otomegumi. Em 16 de julho de 2003, as integrantes da sexta geração (exceto Miki Fujimoto) lançaram seu primeiro photobook, fotografado em Okinawa, e um DVD gravados no Havaí, como parte da série “Alo Hello!” (アロハロ!). No final do mesmo ano, Michishige passou a aparecer regularmente no programa de televisão M no Mokushiroku (Mの黙示録), ao lado da ex-integrante Yuko Nakazawa.
Em 2004, ela fez sua primeira aparição no cinema, participando do filme Hoshisuna no Shima, Watashi no Shima - Island Dreamin' (星砂の島、私の島－～Island Dreamin'～) e lançou seu primeiro photobook solo. Nesse mesmo período, foi criado o subgrupo "Economi", formado em dupla com Rika Ishikawa, com foco em campanhas de conscientização ambiental, como o espetáculo "Vamos resfriar a Terra quente" no Makuhari Messe e um single de mesmo nome. Apesar de ter sido criado como um grupo temporário, o projeto acabou se estendendo por mais alguns anos devido à sua popularidade. No filme Hamu Hamu Paraidaichu! Hamtaro to Fushigi no Oni no Ehon Tō (はむはむぱらだいちゅ! ハム太郎とふしぎのオニの絵本塔) (2004), da série Hamtaro, Sayumi e Rika dublaram o personagem Ecoham enquanto Aya Matsuura dublou o Ayayamu. As três cantaram na música tema do filme, "Tensai! Let's Go Ayayamu". Em 2005, Sayumi e Rika realizaram um photobook em conjunto, intitulado “Angels” (エンジェルズ).
Sayumi se tornou a mentora da nova membro Kusumi Koharu, aprovada na audição da sétima geração do Morning Musume. No álbum Rainbow 7 (2006), as duas cantam a faixa 6 "Rainbow Pink" em dupla. No início de 2006, ela se juntou ao time de kickball do Hello! Project. Em 5 de outubro, ela ganhou seu próprio programa de rádio na CBC, chamado “Hypernight - Michishige Sayumi Konya mo Usa-chan Peace” (ハイパーナイト　モーニング娘。今夜も♥うさちゃんピース). Em janeiro de 2007 a cantora lançou seu segundo photobook solo, Doukei (憧憬), e a partir de 9 em junho começou a aparecer regularmente no programa de rádio “Young Town Saturday” da MBS. No mês seguinte foi lançado o DVD 17 ~ Love Hello! Michishige Sayumi (17～ラブハロ!道重さゆみ) e um photobook de mesmo nome, apresentando Sayumi na ilha de Guam. Em 31 de dezembro ela lançou seu primeiro photobook com 18 anos, Sousou (蒼蒼〜そうそう〜).
Em 2008, o Morning Musume participou no musical Cinderella the Musical. Sayumi desempenhou o papel de uma fada. No final do ano, ela lançou o photobook Love Letter e o DVD Love Story, novamente filmado em Guam. Em 2009, Sayumi participou do programa de televisão Otona Gakuryoku Kentei SP (おとなの学力検定スペシャル 小学校教科書クイズ!!), que exibiu 30 artistas respondendo perguntas acadêmicas em formato de livros didáticos do ensino fundamental.

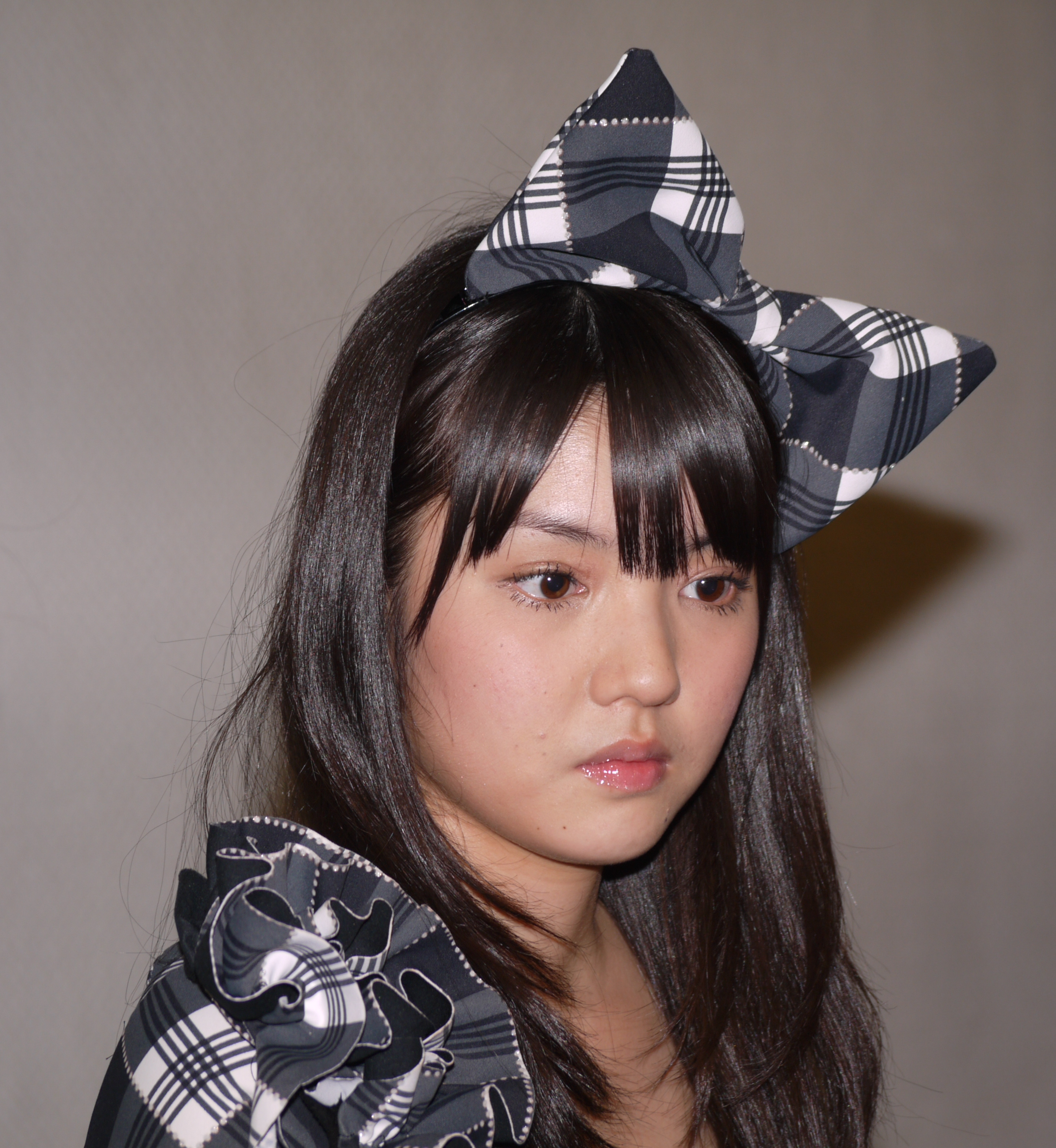
Michishige no Japan Expo de 2010, em Paris.

Após insistir para que sua agência a permitisse criar um blog, ela foi a primeira membro do Morning Musume a ter um. Ele começou em 9 de fevereiro de 2010 na plataforma Gree. Em abril, ela se tornou personalidade regular do programa de TV Aimai-na!, e mais tarde do Zaki kami ~tsu! ambos da TBS. No dia 21 de agosto, ela apresentou o programa Voice Power 2010 da TV Animax. Neste ano ela lançou o photobook La e seu quarto DVD, Sayu, "sobre uma garota que acorda em uma praia em uma ilha do sul e parte em uma jornada para recuperar suas memórias".
Todavia, foi em 2011 que ela foi apresentadora principal pela primeira vez de um programa, o Mobekimasu tte Nani? (モベキマスってなに) da Ustream. Em agosto, ela deu uma entrevista após ser escolhida para dublar a personagem Haroli do jogo Dragon Nest. Em outubro ela lançou seu primeiro photobook produzido por ela mesma, Sayuminglandoll. Ela sediou um evento em promoção ao lançamento do último, em Tóquio. No início de 2012, ela participou da série de TV Sūgaku Joshi Gakuen (数学♥女子学園), apresentando idols estudam em uma escola de matemática fictícia. Também produziu uma colaboração com o personagem Cinnamoroll da Sanrio.
Quando Risa Niigaki saiu do grupo em 18 de maio de 2012, Sayumi foi declarada a nova líder do grupo. Com a saída de Risa, Sayumi superou o recorde de integrante há mais tempo no grupo em 2013, com 3,920 dias. Ela permaneceu no grupo por 4.329 dias no total. Em 8 de abril de 2013 ela apareceu no programa de televisão Nanba Kazumi no Idol-san Jūrokubō (南波一海のアイドル三十六房) com sua colega Reina Tanaka. No final do ano, ela abriu um blog no Ameba e realizou uma coletiva de imprensa promovendo novos produtos da cadeia de fast-food Yoshinoya. No ano seguinte, em um evento especial, ela atuou como gerente de uma loja da cadeia por um dia. Sua primeira aparição solo em um comercial foi em fevereiro, em um comercial do Dragon Nest. Seu nono photobook foi lançado em janeiro de 2013, e ela realizou eventos de aperto de mão em duas livrarias, em Shibuya e Kyoto, em promoção. Mais tarde naquele ano, colaborou com a cafeteria Ginza Cozy Corner.
Em um show em Yamaguchi em abril de 2014, Sayumi anunciou que se graduaria do Morning Musume mais tarde naquele ano. Em 30 de maio ela lançou o photobook Morning Musume '14 Photobook 'Michishige Camera '13-'14 fotografado por ela mesma e no mês seguinte foi a mestre de cerimônia do MTV Video Music Awards Japan. Ela se graduou em 26 de novembro de 2014, com o show final "Give me More Love ~Michishige Sayumi Graduation Memorial Special~", última apresentação da turnê "Give me More Love", na Yokohama Arena. O show reuniu 12 mil fãs. No total, ela participou de 45 singles, 28 álbuns, 16 livros (incluindo photobooks e digitais) e 7 subgrupos. A sua liderança foi passada para Mizuki Fukumura.
Após se graduar, ela entrou em um hiato indefinido de sua carreira.

### Carreira solo (2017–2025)
Sayumi retornou em 2017 com o show Sayuminglandoll Saisei. "Sayuminglandoll" seria o conceito tema de sua carreira solo, estilizado com cores pastéis e histórias fantásticas.
Em 13 de julho de 2018 ela lançou o photobook Dream, inteiramente produzido por ela mesma. Em 13 de março de 2019 Seiko Omori lançou a canção "Zettai Kanojo" com a participação de Michisige.
Em 28 de novembro de 2023 a cantora participou como convidada de um show do Morning Musume na Yokohama Arena. No final do ano, sua agência anunciou que ela havia sido recentemente diagnosticada com transtorno obsessivo-compulsivo e que suas atividades seriam restringidas até que seus sintomas melhorassem.
Em 3 de fevereiro de 2024 Seiko Omori e Sayumi fizeram uma apresentação em dupla no Zepp DiverCity (Tóquio).
Em 19 de janeiro de 2025, Sayumi anunciou que iria se aposentar da indústria do entretenimento no meio do ano. Ela realizou uma última turnê, SAYUMINGLANDOLL～SAMSALA~ e se aposentou após o último show, que ocorreu em 14 de agosto no Zepp DiverCity.

## Estilo e legado
Apesar da carreira de idol exigir boas performances de canto e dança, Sayumi teve dificuldades nos primeiros anos. Ela mesma questionava suas próprias habilidades de canto. Em consequência, ela era deixada no fundo das apresentações, quase sem linhas solo e sem muito destaque da agência. No entanto, a sexta geração do Morning Musume ganhou o status de "lendária". Enquanto líder do Morning Musume, ela é creditada por trazê-lo de volta à popularidade após um declínio significativo.
Sayumi começou a ganhar destaque quando ganhou seus programas de rádio em 2006. Ela foi destacada como "a idol da língua afiada" pela sua sagacidade e humor, algumas vezes auto depreciativo. Além disso, ela incansavelmente se auto intitulava "a mais fofa de todas" (Ichiban Kawaii). O Shukan Bunshun a classificou em 10º lugar em 2009, 9º em 2010 e 11º em 2011 no ranking de "Mulheres que as mulheres odeiam".
Kanako Yanagihara, Hitomi Furusaki, as membros do AKB48 Miori Ichikawa e Haruna Kojima e Mami do Scandal afirmaram serem fãs de Michisige.

## Vida pessoal
Michishige nasceu na cidade de Ube, na província de Yamaguchi. Ela é a filha caçula, tendo um um irmão e uma irmã mais velhos. Saho Michisige, idol do Houkago Princess, é sua prima de segundo grau.
Sayumi era fã do Morning Musume desde antes de sua estreia, além de Berryz Kobo, Perfume e Angerme. Especificamente, ela mencionou Maki Goto, Ai Takahashi, Yuko Ogura e Yuuka Maeda como pessoas que ela admira.

## Discografia

### DVDs
- [2007.07.18] 17 ~Love Hello! Michishige Sayumi DVD~
- [2008.10.01] LOVE STORY
- [2009.07.22] 20's time.
- [2010.04.28] Sayu

### Photobooks
- [2003.07.16] Hello Hello! Morning Musume 6ki Members (ハロハロ! モーニング娘。6期メンバー写真集) (Kamei Eri, Michishige Sayumi, Tanaka Reina)
- [2004.10.29] Michishige Sayumi (道重さゆみ)
- [2005.11.16] Angels (エンジェルズ) (Ishikawa Rika, Michishige Sayumi)
- [2007.01.13] Doukei (憧憬)
- [2007.06.30] 17 Love Hello! Michishige Sayumi (17ラブハロ! 道重さゆみ)
- [2007.12.09] Sousou (蒼蒼)
- [2008.09.25] LOVE LETTER
- [2009.07.11] 20sai July 13 (20歳7月13日)
- [2010.04.26] La (ラー)

## Trabalhos

### Dobragens
- [20/07/2005] Tottoko Hamutaro Hamham Paradichu! Hamutaro to Fushigi no Oni no Ehonto Como Shigehamu

### Filmografia
- [29/09/2003] Hoshizuna no Shima, Watashi no Shima ~Island Dreamin'~ (星砂の島、私の島 〜ISLAND DREAMIN'〜)
- [28/09/2005] Tatakae!! Cyborg Shibata 3 (闘え!! サイボーグしばた3)

### Programas de Televisão
- [09/02/2003-01/04/2007] Hello! Morning (ハロー!モーニング。)
- [29/09/2003-26/12/2003] Sore Yuke! Gorokkies (それゆけ!ゴロッキーズ)
- [07/10/2003-09/09/2004] M no Mokushiroku (Mの黙示録)
- [02/10/2006-28/03/2008] Uta Doki! Pop Classics (歌ドキッ! 〜ポップクラシックス〜)
- [05/04/2004-01/10/2004] Futarigoto (二人ゴト)
- [21/10/2004-15/12/2004[ Majokko Rika-chan no Magical v-u-den (魔女っ娘。梨華ちゃんのマジカル美勇伝)
- [05/01/2005-01/04/2005] Musume Document 2005 (娘。ドキュメント2005)
- [05/04/2005-05/05/2006] Musume Dokyu! (娘。DOKYU!)
- [08/04/2007-28/09/2008] Haromoni@ (ハロモニ@)
- [06/10/2008-27/03/2009] Yorosen! (よろセン!)
- [02/04/2009-25/03/2010] Bijo Houdan
- [01/04/2010-actualmente] Bijo Gaku
- [09/04/2010-actualmente] Aimai na!

### Rádio
- [2006–actualmente] Konya mo Usa-chan Peace (今夜もうさちゃんピース) (Sexta)
- [2007–actualmente] Young Town (ヤングタウン) (Takahashi Ai, Michishige Sayumi) (Sábado)

### Teatro
- [2006] Ribbon no Kishi The Musical (リボンの騎士 ザ・ミュージカル)
- [2008] Cinderella the Musical(シンデレラ The ミュージカル)
- [2008] Ojigi 30 Degrees (おじぎ30度)
- [2009] Ojigi de Shape Up! (おじぎでシェイプアップ!)
- [2010] FASHIONABLE

### Internet
- [2004 - 2005]  Hello! Project Video Chat  (ハロプロビデオチャット
- [28/04/2006] Hello Pro Hour #05 (ハロプロアワー#05)
- [21/06/2006] Aozora Shower (青空シャワー)
- [12/05/2006] Hello Pro Hour #06 (ハロプロアワー#06) (MC)
- [15/09/2006] Hello Pro Hour #15 (ハロプロアワー#15) (MC)
- [10/11/2006] Hello Pro Hour #19 (ハロプロアワー#19)